# Медичний стилістичний довідник
Медичний стилістичний довідник (англ. Citing Medicine: The NLM Style Guide for Authors, Editors, and Publishers) — це посібник із стилів Національної медичної бібліотеки США для авторів, редакторів та видавців. Основна увага приділяється стилю цитування та бібліографічному стилю. Стиль цитування у довіднику — це поточне втілення (Стиль Ванкувер) системи Ванкуверу відповідно до розділу «Посилання>Стиль та Формат» Рекомендацій ICMJE(раніше називались «Єдині вимоги до рукописів, що подаються до біомедичних журналів»). Цитування Медицини — це стиль, який використовують MEDLINE та PubMed.
У вступному розділі довідника пояснюється, що «при його складанні використовуються три основні джерела: Інструкція з індексування MEDLARS Національної медичної бібліотеки (NLM); відповідні стандарти NISO, насамперед: ANSI/NISO Z39.29-2005; відповідні стандарти Міжнародної організації зі стандартизації (ISO), документація ISO 690 — Бібліографічні посилання».